# Малый Яшнур
 Малый Яшнур  (луговомар. Изи Яшнур) — деревня в Медведевском районе Республики Марий Эл. Входит в состав Пекшиксолинского сельского поселения.

## География
Находится на расстоянии приблизительно 6 км по прямой на северо-запад от северо-западной окраины города Йошкар-Ола.

## История
Деревня известна с 1763 года, когдаздесь проживали 26 ревизских душ. В 1796 здесь было дворов 11 и жителей 64, в 1839 14 дворов, в 1917 году 212 жителей, в 1959 114 человек. В советское время работали колхозы «У вий» и имени Маленкова, совхоз «Пригородный».

## Население
Население составляло 18 человека (марийцы 100 %) в 2002 году.
| 2010 | 2011 | 2012 | 2013 | 2014 | 2015 | 2016 |
| ---- | ---- | ---- | ---- | ---- | ---- | ---- |
| 38   | ↗49  | ↗51  | ↗52  | ↘45  | ↗50  | →50  |
| 2017 | 2018 |      |      |      |      |      |
| ↘45  | ↘42  |      |      |      |      |      |